# ژالهوستیتسه
ژالهوستیتسه (به لاتین: Žalhostice) یک منطقهٔ مسکونی در جمهوری چک است که در شهرستان لیتومیه‌رژیتسه واقع شده‌است. ژالهوستیتسه ۲٫۳۳ کیلومتر مربع مساحت و ۵۱۸ نفر جمعیت دارد و ۱۵۱ متر بالاتر از سطح دریا واقع شده‌است.